# سالمر

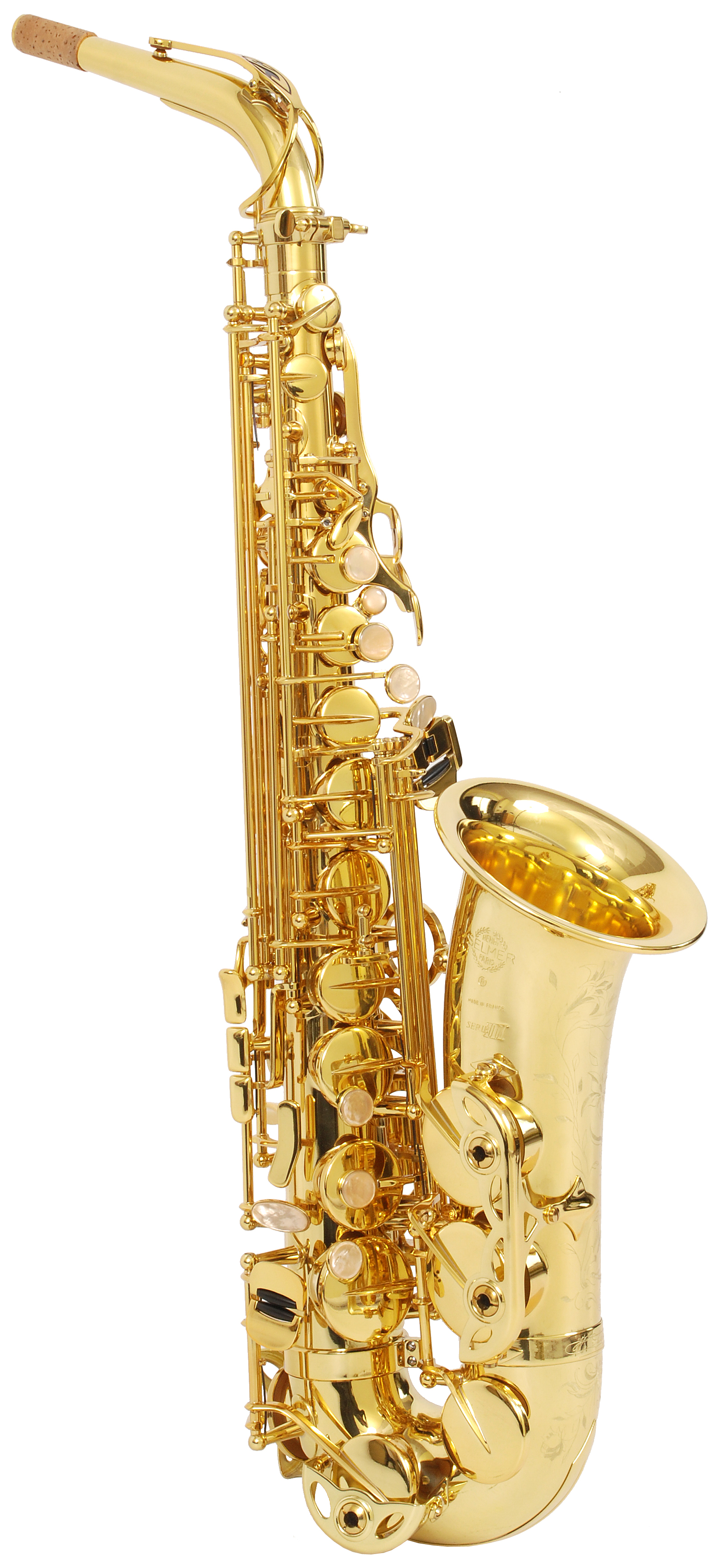
نگاره‌ای از یکی از ساکسوفون سالمر.

آنری سالمر پاریس (به فرانسوی: Henri Selmer Paris) شرکت فرانسوی تولیدکننده دست‌ساز سازهای بادی از جمله ساکسوفون، کلارینت و ترامپت است.
شرکت سالمر در سال ۱۸۸۵ توسط آنری سالمر در حومهٔ پاریس بنیان نهاده‌شد.
در ساخت ساکسوفون‌های سالمر از ۷۰۰ قطعه استفاده می‌شود.